# Pseudo-Demostene
Pseudo-Demostene è l'ipotetico autore (o autori) di una serie di interventi tramandati a noi sotto il nome di Demostene. Essi comprendono i discorsi 46, 49 (contro Timoteo), 50 (contro Archon Polycles), 52 (contro Callippo, della tribù Paenean), 53 (contro Nicostrato), 59 (contro Neera) e forse 47, attribuito ad Apollodoro di Pasione, seguace di Demostene.